# Sinyar jezik
Sinyar jezik (sinya, shemya, shamya, symiarta, shamyan, zimirra, taar shamyan; ISO 639-3: sys), jezik nilsko-saharske porodice koji čini posebnu podskupinu jezika Bongo-Bagirmi. 
Njime govori nešto preko 12 000 ljudi etničke grupe Sinyar koji žive u čadskoj prefekturi Ouaddaï, i nešto u Sudanu.

## Vanjske poveznice
- Ethnologue (14th)
- Ethnologue (15th)